# Шахова олімпіада 2014
41-а шахова олімпіада, організована ФІДЕ, відбулася з 1 по 14 серпня 2014 року в Норвегії в місті Тромсе, майже на 400 км за Полярним колом (69° 40' 33" N). За олімпіаду змагались два міста — Албена в Болгарії та Тромсе в Норвегії. Процедура голосування тривала кілька днів, зрештою, норвежці виграли з перевагою 95 на 47 голосів.
Олімпіада складалася з чоловічого й жіночого турнірів, а також низки заходів, спрямованих на сприяння грі в шахи